# Dance Dance Revolution
Dance Dance Revolution（ダンスダンスレボリューション）は、1998年下期にコナミ（現・コナミデジタルエンタテインメント→コナミアミューズメント）のBEMANIシリーズ第3弾として登場したアーケードの音楽ゲームおよび2013年稼働開始版のタイトル、またそれ以降展開されたシリーズ製品の総称である。空白無しのDanceDanceRevolutionと表記されることもあり、『SuperNOVA』以降の公式では基本的に空白無しの表記を採用していることが多い。省略してDDRやダンレボなどと呼称されることもある。
コナミグループ再編に伴い、2016年11月1日付で発売元がコナミデジタルエンタテインメントからコナミアミューズメントへ再度変更された。

## 作品来歴
初期においては洋楽を中心に楽曲を収録することになるが、その洋楽曲について当時コンピレーションアルバムの売上げが一番高かったという理由により、東芝EMI（現・EMIミュージック・ジャパン→ユニバーサル ミュージック）のDancemaniaシリーズとタイアップを行った。この事により、多数のDancemaniaアーティストの楽曲がDDRに収録され、DDRはこのレーベルシリーズと共に出発した。
その後多数の作品、派生シリーズをリリース。アーケードメインシリーズは2002年リリースのDance Dance Revolution EXTREMEをもってひとまず終止符を打つも、3年半ぶりのアーケード作品であるDance Dance Revolution SuperNOVAが日本・アメリカ・ヨーロッパで同時リリースされた。以降現在までアーケード・家庭用でのリリースが続いている。
2018年9月26日でシリーズ20周年を迎えた。特設ページ内では1週間前よりカウントダウンも行われている。
2019年3月20日に6年振りの新筐体を搭載した金筐体『DanceDanceRevolution A20』が先行稼働。上記にある20周年モデルの一環にもなっている。カラーは金色、モニターサイズはシリーズ最大となる55インチ。要素面ではX3 VS 2ndMIXシリーズ以来でNONSTOPコースが復活し、新たに段位認定コースも登場した。かつてDDR等に収録されていた版権曲をアレンジ収録させた「レジェンド楽曲」や開催期間内で累計EX SCOREのランキングを競うイベント「ゴールデンリーグ」も開催されている。ゴールデンリーグではブロンズ・シルバー・ゴールドの3つのクラスに分かれており、上位クラスになるほど挑戦段位や楽曲等の特典が出現。2019年4月末に初開催となり全プレーヤーがブロンズからのスタートとなっている。
2019年7月24日にAシリーズ以前の旧筐体にも更新が行われ、本格的にA20の稼働となった。旧筐体のアップデート組はロゴが青色で表示され上記金筐体と区別が可能になっている。

## 筐体

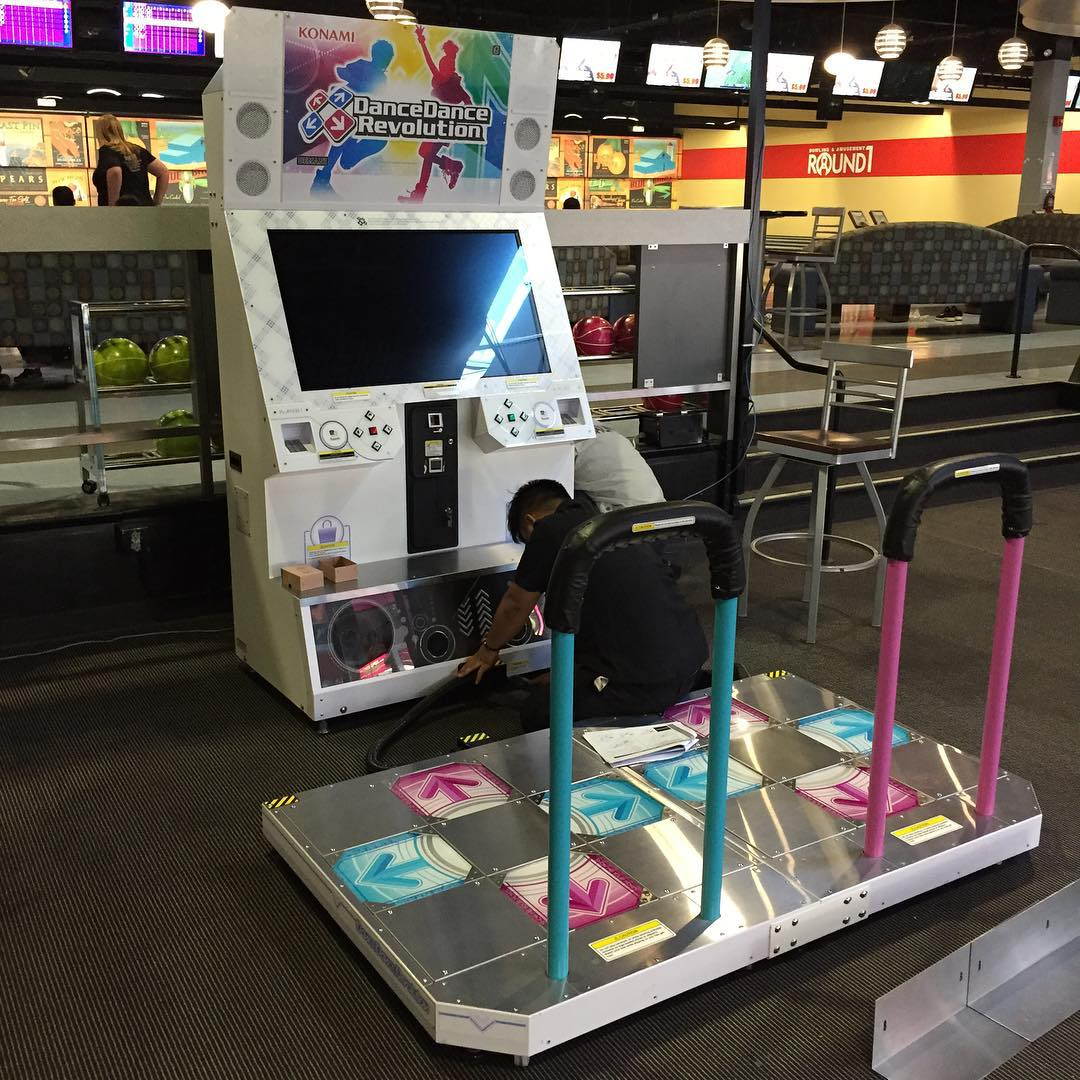
『DanceDanceRevolution』白筐体

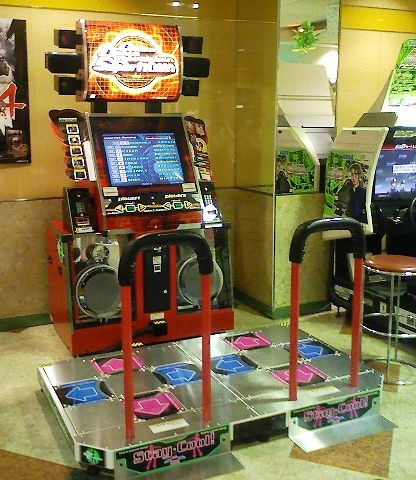
『DanceDanceRevolution SuperNOVA』筐体 いわゆる『旧筐体』と言われている標準的な筐体。この筐体は外観が赤いが、それより前の筐体は外観が黒い。

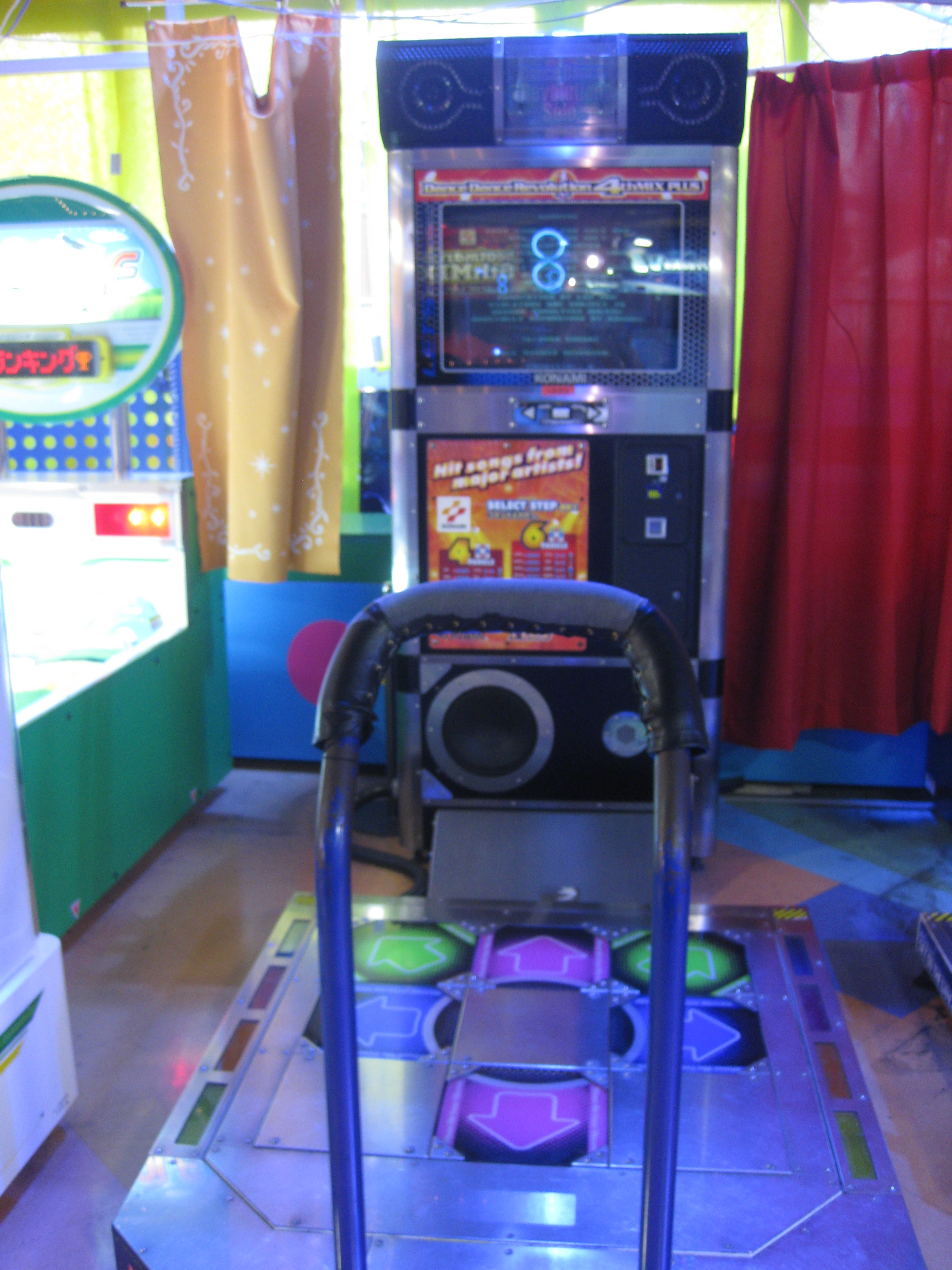
『DanceDanceRevolution 4thMIX PLUS』solo用筐体 ステージの奥に左上と右上の黄緑の矢印が見える。

『DanceDanceRevolution X』以前の筐体は、ネオン管を内蔵した巨大なスピーカー2台を持ち、その上にディスプレイ、タイトルを表示するタイトルユニット、さらにそれに強力なスポットライトをとりつけたもの。
ディスプレイ下部左右に存在する左右の方向キーと決定ボタン・更にディスプレイの真下に、家庭用ソフトで作成したエディットデータを共有するためのUSB端子スロットが取り付けられているものもある。これは後述するように家庭用に収録されている楽曲から自分で作成したオリジナルのプレイデータを使うことができるリンク機能で使用する。それに加え、3×3で均等に9等分されたパネルに上、下、左、右を表す4つのデバイススイッチを組み込んだものを2つ連結したものが一つのコントロールデバイスとなる。なお、『DanceDanceRevolution SuperNOVA』以降でe-AMUSEMENTに対応している筐体には、モニターの部分の両脇にe-AMUSEMENT PASS（ICカード）の読み取り装置が筐体に載せるような形で左右に1台ずつ、計2台設置されている。この筐体は現在では『旧筐体』という愛称で呼ばれることが多い。
上記の筐体の寸法は、幅178cm、奥行216cm、高さ225cm、重さは本体のみで225kg（取り外し可能なタイトルユニット28kgを含む）、ステージユニットが1つあたり100kg、総重量は427kgである。
旧筐体(初代筐体)・SuperNOVA筐体のDance Dance Revolution A3のサポートは2024年4月28日に終了し、これを受けて旧筐体向けのA3のオフラインモード用キットが2024年4月30日にコナミアミューズメントから販売された。
『DanceDanceRevolution X』以降に稼働した筐体は、上下の方向キーが追加され、ディスプレイが37インチのワイド画面になり大型化し、ディスプレイの直下と左右にLEDの照明が設置された（ディスプレイ直下のLED照明はプレイ時に楽曲のBPMと残りゲージに連動している為、楽曲によって点灯スピードが変わる仕掛けがなされている）。USB端子・ICカード装置が筐体内に内包され、ICカードの読み取り装置がタッチ式に変更されている。上記の筐体に対しこちらのDanceDanceRevolution筐体は『X筐体』という愛称で呼ばれることが多い。
また、2013年稼働の『DanceDanceRevolution』からは、ディスプレイを42インチに更に大型化し、フットパネルが光らない仕様となり、ディスプレイ左右のLED照明・USB端子を廃し、画面下に荷物置き場を新設した新たな筐体が登場した。この筐体は『新筐体』または『白筐体』と呼ぶことが多い。
2019年稼働の『DanceDanceRevolution A20』からは、全体が黄金色に塗装され、DANCERUSH STARDOMの筐体と基本設計が共通化された55インチの大型モニターに4.1chのスピーカーを搭載し、さらにダンスフロア部分のLEDも強化された新たな筐体（公式名称は「DanceDanceRevolution 20th anniversary model」）が登場した。この筐体は『金筐体』または『20周年記念筐体』と呼ぶことが多い。フットパネルは踏んだ際に光る仕様に戻っている。
プレイヤーはステージユニットの上に乗りプレイする。ステージ後方にはバーが取り付けられている。
プレイ中には矢印オブジェの背景に動画やキャラクターが表示される。
後に面積の確保しづらいロケーション用に開発された、プレイステージが1つだけの筐体で展開された1人用DDR Dance Dance Revolution Solo（ダンスダンスレボリューションソロ）シリーズでは、『DanceDanceRevolution 4thMIX PLUS』solo用筐体の写真のように、既存の4枚に加え更に左上・右上を含めた6枚のパネルが用意されている。

## ゲームシステム
DDRには多数のゲームモード・機能・プレイ時に選択できる難易度・設定項目が存在する。そのいくつかをこの節で説明する。

### 基本ルール
楽曲に合わせて画面に矢印オブジェ（またはそれに準じたもの）が流れてくるので、指示されたとおりのパネルをタイミングを合わせ足で踏んでいく。指定した楽曲または指定された楽曲を最後までプレイすることが出来ればクリアとなる。

### プレイ人数・使用するパネル数について
このゲームにおいてプレイヤーはステージに配置された上・下・左・右の4枚または8枚のパネルを使用することでプレイを進めていく。最大で2人でプレイすることができる。
- シングルプレー（SINGLE） - 1人プレイ。1人で4枚のパネルを使用してプレイを行う。
- デュオモード（DUO MODE） - 2人プレイ。1人4枚ずつのパネルを使用してプレイを行う。
- ダブルプレー（DOUBLE） - 1人プレイ。1人で8枚のパネルを使用してプレイを行う上級者スタイルである。

### 譜面難度・難易度パラメーター
DDRはBEMANIシリーズでも早い段階から同じ楽曲に難度別で複数の譜面を設定する試みを行っている。現在では1曲辺りSINGLE・DOUBLE2つのプレイスタイル、SINGLEには最大5つ、DOUBLEには最大4つの難易度カテゴリが設定されている。主にアーケード版メインシリーズでは以下のような譜面のカテゴリが設定されている。なお基本的に各呼称は、左からDDR A、右に行くに連れ古いバージョンでの呼称、後に行くほど難しい難易度カテゴリとなっている。文中で述べる「難度」とは譜面自体の難度を示す20段階の数値。DDR Aでの難易度の最大値は19である。数字が大きくなるほど高難度であるが、必ずしも全ての楽曲の譜面が譜面のカテゴリ順に難しくなっているとは限らない。
難易度のカテゴリは作品によって異なるが、「BEGINNER（習）」「BASIC（楽） / LIGHT」「HARD」「DIFFICULT（踊） / STANDARD / TRICK / ANOTHER」「EXPERT（激） / HEAVY / MANIAC」「SSR（STEP STEP REVOLUTION）」「SUPER MANIAC」「CHALLENGE（鬼）」がある。呼称方法・難易度カテゴリ・難易度数値の上限については#国内アーケード版メインシリーズにおける主要システムの来歴早見表も参照のこと。

### プレイオプションについて
DDRでは、流れてくるシーケンスに対して様々なオプションを付けてアレンジする事ができる。例えば矢印の流れる速度や動き方、見え方、大きさ、色、表示時間などを変更できる。使用するオプションを適用する際には、コマンド入力または専用の選択画面で行う。搭載されているオプションは作品によって異なる。

### EDIT・リンク機能
先述したとおり、DDRにはリンク機能という機能が搭載されている。家庭用ではプレイヤーが譜面を作成しプレイすることができ、PlayStation版およびPlayStation 2版についてはPS用メモリーカードにエディットデータをコピーすることでアーケードに共有することも可能である（ただし一部のアーケード版メインシリーズでは非対応。対応作品については#国内アーケード版メインシリーズにおける主要システムの来歴早見表のリンク機能の列を参照のこと）。一部例外を除き稼働中の筐体内に収録されていない楽曲ではオリジナル譜面を共有できない。他にもこの機能により隠し曲の出現に影響を及ぼす場合もある。現在はUSB端子だが、古いバージョンではPlayStation用メモリーカードスロットが取り付けられていたことがあり、e-AMUSEMENTサービス開始までは主にオリジナル譜面の共有と自分のスコアデータの保存などで使用された。現在、スコアデータの保存などはe-AMUSEMENTサービスに引き継がれている。その他過去には画面上に流れてくる矢印自体を作成するモードで作成した矢印オブジェを使用することができた事もあった。
作成した譜面はメモリーカードに保存することで他のモードで使用することができる。なお、PlayStation 2版の各作品ではEDITモードに入る際にライブラリの確認が行われ、セーブ時にはこのライブラリに保存されることになる。EDIT MODE内にあるLIBRARY MANAGERでPS用データへの出力を行うことができ、これをゲーム機本体のメニュー画面でUSBメモリにコピーすることでアーケードでも使えるようになる。
譜面を作成する際にはまず曲と譜面の種類を指定する。また、この際に実際にゲームで使用されている譜面をコピーすることも可能である。その後矢印を配置していくことになるが、この際に同じタイミングには2つまでしか配置できないと言う制限が存在する。
DOUBLEモードのEDITでパネルの横方向の間隔が3枚以上開けて同時押しの矢印を設置した場合、PS版では配置の通り矢印が現れるが、アーケード版では強制的に中央寄りの配置（1P側右、2P側左）に変換される。これは、両脚が極端に離れた矢印を配置することによる股裂き・転倒事故を防止するためのものと考えられる。配置の単位は通常は4分・8分・16分だが、DDR 3rdMIX以降は12分の配置もできるようになった（ただし8分や16分との混在は不可）。
家庭用DDR SuperNOVAでは、曲を流しながらEDITする時正常にスクロールされない現象がおきるが、DDR SuperNOVA2ではそれが軽減されている。また、PS2でEDITモードをプレイする際それがPSのシリーズだと同じような現象がおきる可能性がある。

#### 家庭用とのリンクについて
DDRは家庭用ゲーム機とアーケードのリンク機能を持ったゲームでもあった。DDR 2ndMIX LINK Version以降筐体にPlayStation用のメモリーカードスロットを搭載し、同ハードのメモリーカードを介して成績の記録やエディットデータの使用が可能であった。
以下にアーケード版作品と、それにリンクする領域を持つPlayStation用ソフト、そしてシステムデータに記録される要素を挙げる。
| アーケード版バージョン                      | PlayStation用・PlayStation 2用ソフト | 仕様など |
| ------------------------------------------- | ------------------------------------ | --- |
| DDR 2ndMIX LINK Ver.                        | DDR 1st                              | 各曲各譜面の最高得点と、インターネットランキング用のパスワードが記録される。また、特定の曲をアーケードでクリアするとその曲がPlayStationでも解禁となる。 |
| DDR 3rdMIX DDR 3rdMIX PLUS                  | DDR 2ndReMIX                         | 譜面ごとの最高得点とNONSTOPモードのユーザー作成コース、一部NONSTOPコースで行われていたインターネットランキングのパスワードが記録される。なお、3rdMIXでもNONSTOPモードのコース作成は可能だが、作成したコースは2ndReMIXのシステムデータに記録される。またシステムとは別のデータで、譜面で流れる矢印をプレイヤー独自の物にする事も可能。 |
| DDR 4thMIX DDR 4thMIX PLUS                  | DDR 3rdMIX DDR 4thMIX                | システムデータと別にリンク用のデータを持ち、これにインターネットランキングのパスワードやNONSTOPモードで選曲可能な曲のフラグが記録される。このリンク用データはPocketStation用ツールからも認識され、NONSTOPコース作成に影響する。 |
| DDR 5thMIX                                  | DDR 4thMIX DDR EXTRAMIX DDR 5thMIX   | リンクデータ上に曲ごとの記録やインターネットランキングのパスワードが記録される。 |
| DDRMAX DDRMAX2 DDR EXTREME                  | DDR 5thMIX                           | リンクデータ上に曲ごとの記録やインターネットランキングのパスワードが記録される。なお、記録できる曲数が176曲と制限があるため、それ以上の楽曲数が収録されているEXTREMEにおいてすべての曲を記録したい場合は、別途新しくメモリーカードを用意しリンクデータを作成する必要がある。 |
| DDR X DDR X2 DDR X3 DDR 2013 DDR 2014       | DDR X                                | リンク機能がDDR EXTREME以来の搭載。今回からリンクの際に使用する記憶媒体がUSBメモリに変更になった。PlayStation 2のUSB端子に接続したUSBメモリへ書き出したEDITデータを、アーケード版マシンのUSB端子に挿すことで、EDIT譜面をプレイできる。今回はスコア記録機能などはない（その役目は現在e-AMUSEMENTサービスが担っている）。 2013年稼働版にて新規導入された白筐体にはUSBポートが設置されていないため非対応であるが、それ以外の筐体を使用してe-AMUSEMENT上に保存したEDITデータをプレーすること自体は出来る。 |
| DDR A DDR A20 DDR A20 PLUS DDR A3 DDR WORLD | 対応作品なし                         | DDR AからEDIT機能が再度なくなったため対応する作品は存在しない。 |

#### beatmania IIDXとのリンクについて
その他DDR 2ndMIX CLUB Versionではbeatmania IIDX筐体とリンクし、同じ楽曲を両方の筐体でプレイすることができた。これがきっかけとなり両筐体のリンク機能が非実装になった後にも、DDR・IIDXがお互いの楽曲を移植しあう機会が増えた。DDRにはIIDXの移植曲が非常に多い他、稼働中の筐体のENCORE EXTRA STAGEが全く同じ曲になったこともある。狭義では前述のEDIT・家庭用とのリンクを指すが、広義ではIIDXとのリンクを指すこともある。またこのシステムは後継作品となるGuitarFreaks・DrumMania・KEYBOARDMANIAの3作品でマルチセッションGDKとして採用されている。

### 通常以外のプレイモード
先述したプレイ進行ではアーケード版最新作の通常のゲームプレイ・システムを中心取り上げたが、DDRシリーズではこのほかにも以下のようなプレイモードがある。
NONSTOP（連） / COURSE
コースごとに定められた曲順で、通常のゲージ仕様で規定曲数を通しでプレイする。DDR 3rdMIX・DDR Solo BASS MIX・DDR 4thMIX・DDR EXTREME・DDR SuperNOVA、家庭用ではDDR 2ndReMIX・DDR BEST HITS・DDR おはスタ・DDR Party Collection・DDR FESTIVAL・DDR STRIKEにも存在する（なおSTRIKE以降では鬼と連は同じコースデータを共有し、プレイ時にゲージ形式を選択する）。
- 曲数はDDR 2ndReMIX・DDR 4thMIX・DDR 4thMIX PLUSでは設定に依存、DDR FESTIVAL・STRIKEはコースごとに異なり、他は4曲。DDR EXTREMEなどでは譜面難易度を1段階上げてプレイすることも可能。
- DDR Solo BASS MIXのNONSTOP MEGAMIXは仕様が異なり、メドレーとして特定の3曲があらかじめ編集されたものを1編のみプレイする。DDR Solo 2000ではこのモード自体が廃止され、このメドレーは2曲分のロング曲扱いとなった。
- DDR 3rd・DDR 4thMIX・DDR 4thMIX PLUS・SuperNOVA2以降と、家庭用のDDR BEST HITS・DDR おはスタを除く全作品（DDR 2ndReMIXではプレイヤー作成コースのみ）ではプレイヤーが任意のコースを作成することが可能（アーケードでは家庭用のシステムデータに保存されたコースとなる）。なお、DDR 4thMIX・DDR 4thMIX PLUSではPocketStationに保存したツールを使用することで、SuperNOVA2以降は携帯電話の公式サイトを利用することでいつでもコース作成が可能。
- 家庭用DDR Disney's RAVEのDJ SELECTIONでは、まず最初にキャラクターを選び、そのキャラクターが担当する曲でコースを構成されている（独自に作成することも可能）という要素がある以外は基本的には同じである。

CHALLENGE（鬼）
DDRMAX2で追加された、コースごとに定められた曲順でプレイしていくモード。GOOD以下の評価を出す（矢印を踏み外す）かフリーズアローの途中で足を離してしまう（N.G.と表示される）とライフを1ポイント失い、ライフが無くなるとゲームオーバーとなる。ライフの初期値及び最大値は4で、曲クリアごとに回復する。
- 家庭用では20曲までの任意の組み合わせのコースを複数個プレイヤーが独自に作成することができる。
- DDR STRIKE以降ではプレイスタイル選択後にゲージの種類を選ぶ仕様となっており、ライフ制を選択するとこちらとなる。この3作でのコースはNONSTOP（通常ゲージを選択した場合）と共通。

DDR Xで「COURSE」としてNONSTOPと統合され消滅。
TRAINING
家庭用のモードで、任意の譜面の任意の部分だけという形で練習することができる。練習時に速度を落としたり、タイミングの指標として1拍ごとの音や矢印のタイミングに合わせた手拍子を鳴らすことも可能。
ENDLESS
家庭用DDR 2ndReMIX・DDR 3rdMIX・DDR 4thMIX・DDRMAX2・DDR EXTREME・DDR Party Collection・DDR FESTIVAL・DDR STRIKE・DDR SuperNOVA・DDR SuperNOVA2に存在する、ゲージの続く限りプレイし続けるモード（一部作品にはコースが設定されている物もある）。ゲージがなくなるまでひたすらプレイし続けることになるが、5曲ごとに休憩を取ることができる。
- DDR STRIKE以降では鬼ゲージ方式のSURVIVALとCOMBO CHALLENGEも存在する。前者はライフ4+曲間回復無し、後者はライフ1。

LESSON
家庭用DDR 3rdMIX～DDR STRIKEに用意されている初心者向けモード。ゲーム中の基本的なステップなどを段階を追って覚えることができる。3つのレベルがあり、各レベルにつき8項目が存在するが、8は1～7を全てクリアした後に登場する、そのレベルの全ての項目を組み込んだ1曲通しの課題である。
TUTORIAL
DDR SuperNOVA・DDR SuperNOVA2に存在。音声でのナビゲーションを交えたインストラクションで操作方法を学びながら楽しめる、初心者向けのモード。説明後一部の曲の中から1曲を選んでBEGINNER譜面をプレイできる。なお、ナビゲーション音声は日本語だが英単語部分のみ英語の発音になる。
DIET / WORKOUT（海外版およびDDRX以降の名称）
家庭用のゲームモードで、プレイにより消費したカロリー数が得点の代わりに表示される。なおDDR FESTIVALとそれ以外で仕様が異なる。
- DDR FESTIVAL以外では体重と目標データを入力した後、通常のプレイと同様にプレイする。DDR EXTREME以降コースによるプレイも可能になった。
- DDR FESTIVALではカロリー計算&表示のON/OFFを切り替える場所となっており、ONにすると他のゲームモードでのプレイがカロリー換算され記録されていく。
- アーケード版DDR SuperNOVA2以降、ではe-AMUSEMENT PASSの読み取り装置についているテンキーで体重を入力する（画面には表示されない）ことによって、プレイした際の消費カロリーが集計される。SuperNOVA2ではSINGLEのみの対応となっていたが、DDR X以降はDOUBLEでも対応するようになった。

EDIT DATA
DDR 4thMIX・DDR EXTRAMIX・DDR FESTIVAL・DDR STRIKEではエディットデータでのプレイが独立したゲームモードとして用意されている（他の作品では曲を選択するときもしくは選択後に譜面選択としてエディットデータを選べる）。
MISSION
DDR FESTIVALに存在する、定められた課題をクリアしていくモード。この名称はFESTIVALの物であるが、家庭用4thMIX/EXTRAMIXのCHALLENGEもこれと同様。課題は3作いずれも計50。
- 家庭用DDR 4thMIX・DDR EXTRAMIXでは10の課題で1つのレベルを構成し、10個ともクリアすることで次のレベルに進むことができる。レベルはPRACTICE・BASIC・TRICK・MANIAC・EXTRAの5段階。
- FESTIVALでは課題をクリアするか一定回数プレイするごとに、出現済み課題に隣接する課題を新しく出現させることができる。

DANCE MASTER MODE / STELLA MASTER MODE / HYPER MASTER MODE
それぞれ家庭用DDR STRIKE、家庭用DDR SuperNOVA、家庭用DDR SuperNOVA2に存在。MISSIONモードの進化版で、課題をクリアしていく事によりダンスマスター（またはステラマスター / ハイパーマスター）の称号を目指すと共に、隠し要素の解禁を行う。DANCE～とHYPER～ではいくつかの「エリア」が、STELLA～では「ステラジョイント」が存在し、それぞれの中に含まれる課題をこなしていく事になる。いずれも、条件を満たすと隠しエリアや隠し課題が出現する事がある。
STREET MASTER MODE
家庭用DDR Xに存在。アドベンチャーゲーム風の会話パートと、通常のゲームと同様の課題パートが設定されており、課題をクリアしながら各キャラクター毎のストーリーを進めていくと同時に隠し要素の解禁を行う。
DANCE MAGIC
家庭用のDDR Disney's RAVEに存在する対戦モード。コンボをつなげていくことでゲージをため、対戦相手に攻撃（譜面速度の変更やHIDDEN及びSUDDEN、空白部分などへの矢印オブジェの追加など）をかけることができる。曲が終了した時点でゲージの多い方が勝ち（なお両プレイヤーのゲージはつながっており、ステップ評価に差があった場合いい評価を得た方のゲージが増えていく）。
BATTLE
DDR SuperNOVA～DDR Xに存在。ゲームのルールはDANCE MAGICとほぼ同じで、2人による対戦モードである。途中終了無しに必ず設定曲数が遊べる。家庭用DDR SuperNOVAとアーケード版DDR SuperNOVA2以降では対CPU戦も可能になっている。なお、DDR SuperNOVAではプレイスタイル扱いだったが、SuperNOVA2以降はプレイモード扱いとなっている。
- DDR Xでは1人プレイの場合はCPUと対戦するようになり、曲単位で負けたら終了するようになった。ただし条件を満たせばEXTRA STAGEが出現するようになった。

TOUCH & STEP
家庭用オリジナルモード。DDR FESTIVAL以降のPS2向け作品に存在。1人プレイ専用。PS2専用カメラユニットのEyeToyを使用して、画面上の決められた位置に手をかざす事により、足だけでなく手も使って踊る。このモード向けの専用譜面も用意されている。

### 国内アーケード版メインシリーズにおける主要システムの来歴早見表
下の表は国内アーケード版での主要システムの来歴である。作品ごとに細かい変更はあるものの、概ね以下のようになっている。
凡例

- 作品名は太字の名略記で以下の様に示す。

1st：Dance Dance Revolution（初代） / 1st IR Ver.：Dance Dance Revolution Internet Ranking Version
2nd：Dance Dance Revolution 2ndMIX / 2nd LINK Ver.：Dance Dance Revolution 2ndMIX LINK Version / 2nd CLUB Ver.：Dance Dance Revolution 2ndMIX CLUB Version
3rd：Dance Dance Revolution 3rdMIX / 3rd PLUS：Dance Dance Revolution 3rdMIX PLUS
Solo BASS：Dance Dance Revolution Solo BASS MIX / Solo 2000：Dance Dance Revolution Solo 2000
DS TKD：Dancing Stage featuring TRUE KiSS DESTiNATiON / DS DCT：Dancing Stage featuring DREAMS COME TRUE / DS Disney's：Dancing Stage featuring  Disney's RAVE
4th：Dance Dance Revolution 4thMIX / 4th PLUS：Dance Dance Revolution 4thMIX PLUS / 5th：Dance Dance Revolution 5thMIX
MAX：DDRMAX -Dance Dance Revolution 6thMIX- / MAX2：DDRMAX2 -Dance Dance Revolution 7thMIX- / EXTREME：Dance Dance Revolution EXTREME
SuperNOVA：Dance Dance Revolution SuperNOVA / SuperNOVA2：Dance Dance Revolution SuperNOVA2
X：Dance Dance Revolution X / X2：Dance Dance Revolution X2 / X3：Dance Dance Revolution X3 VS 2ndMIX
DDR 2013：Dance Dance Revolution（2013年稼働バージョン） / DDR 2014：Dance Dance Revolution（2014年稼働バージョン）
A: Dance Dance Revolution A / A20: Dance Dance Revolution A20 / A20 PLUS: Dance Dance Revolution A20 PLUS
A3: Dance Dance Revolution A3 / WORLD: Dance Dance Revolution WORLD

## 作品リスト
ここでは国内・海外を含めた作品を紹介する。
凡例
- 作品タイトル欄の太字は作品シリーズのメインタイトルである。
- 備考欄の太字は作品ごとの新要素などのフィーチャーである。
- 機種と国は太字の名略記で以下の様に示す。

AC：アーケードゲーム DAM：通信カラオケシステムDAM
PS：PlayStation PS2：PlayStation 2 PS3：PlayStation 3 Xbox：Xbox X360：Xbox 360
Wii：Wii GC：ニンテンドー ゲームキューブ N64：NINTENDO 64 GBC：ゲームボーイカラー GBA：ゲームボーイアドバンス
DC：ドリームキャスト PC：パーソナルコンピュータ iOS：iOS（iPod touch/iPhone）
Windows Mobile：Windows Mobile Android：Android
JP：日本 US/TDX:U：アメリカ EU：ヨーロッパ KR：韓国 HK：香港 TW：台湾

## 登場キャラクター
本作では、楽曲をプレイ時に3DモデルのキャラクターやCGによるムービーが表示される。本項で詳述するキャラクターは、楽曲プレイ中の背景、その他要所システム画像に登場する。
シリーズ初登場順に紹介していく。海外版限定のキャラクターは考慮しない。
アフロ (AFRO)
『1st』から登場している本作のマスコットキャラクター。アメリカのニューヨーク出身のアフリカ系アメリカ人。43歳。欧米では『SuperNOVA2』から名前が「DISCO」に変更された。
手広く会社を経営している社長で、ディスコ風クラブの経営も行っている。
『beatmania 5thMIX』、『pop'n music 10』、『CS版 pop'n music 13 カーニバル』にもゲスト出演している。ポップンではDDR版のCG姿のままだが、一部アクションでのみポップン風の絵柄になる。
レディ (LADY)
『1st』でアフロとコンビで登場した。『2ndMIX』にもレディという名のキャラクターは存在するが、髪型、顔などが全く別であり、同一人物かどうかは不明。
『DDRMAX』の「Firefly」「WWW.BLONDE GIRL (MOMO MIX)」、『DDRMAX2』の「rain of sorrow」、『EXTREME』の「Happy Wedding」「HYPER EUROBEAT」「Kiss me all night long」など多数の曲のタイトル及びムービーに登場している。一方『2ndMIX』のレディは『EXTREME』の「CARTOON HEROES (Speedy Mix)」のタイトルに登場している。
コンセント1号 (KONSENTO：01)
『1st』で登場。青いボディと頭から伸びたコンセントが目印。
おしゃれずきんとコンビを組んでいる。
以降のコンセント2号、3号、3号改は同一機である。
おしゃれずきん (OSHARE-ZUKIN)
『1st』で登場。ダンスを愛する謎の生き物。ロボットではないらしい。
被っているずきんはうさぎを模している。
『pop'n music 12 いろは』にもゲスト出演している。『pop'n music 8』では同名義で後述の2号が登場。
ディスクA (DISC：A)
『1st』で登場した、リングが連なってできたような体に♂の記号が顔になっているキャラクター。
製作スタッフも名前を知らなかったらしい。
ディスクB (DISC：B)
『1st』で登場した、リングが連なってできたような体に♀の記号が顔になっているキャラクター。
ドレッド・スネーク (DREAD)
『2ndMIX』にて登場した男性ダンサー。髪の毛がドレッドヘアーでボトムが蛇柄のためこういうダンサーネームらしい。
無口な性格だとのこと。チャームポイントはサングラスと、地肌に着ている網Tシャツらしい。
名前の由来は同社のゲームソフト『メタルギアソリッドシリーズ』の主人公、「ソリッド・スネーク」から。
ジャネット (JANET)
『2ndMIX』にて登場した女性ダンサー。『2ndMIX』においてはゼブラ模様のコスチュームを着用している。
フルネームはJanet Lyze。27歳、ジャマイカのキングストン出身。
ファッション業界で活躍中のスーパーモデルで、彼女の監修するフレグランスやコスメグッズは世界的に流行しているらしい。
コンセント2号 (KONSENTO：02)
『2ndMIX』にて登場。左手にドリルが追加されたコンセントロボ。
前回に引き続きおしゃれずきんとコンビを組んでいる。
おしゃれずきん2号さん (KAERU-ZUKIN)
『2ndMIX』にて登場。今回は蛙を模したずきんを被っている。通称「カエルずきん」。
『pop'n music 8』には「おしゃれずきん」名義でゲスト出演していた。
ボルドー (BOLDO)
『3rdMIX』にて登場。26歳。シカゴ出身。
広告会社を経営していて、『4thMIX』においてはスーツにラメが入っていた。
『4thMIX』によると本名はジャン・ジャック・ボルドーのはずだが、『3rdMIX』ではデザイナー時代に創作した字体、ボルドー体からこのダンサーネームをつけたともされている。
アフロに憧れ目標とし、ダンスに励んでいる。
トレイシー (TRACY)
『3rdMIX』にて登場。フルネームはトレイシー・ライズ。22歳、ジャマイカ出身。
ジャネットの従姉妹で、彼女とは『MAX2』の「Secret Rendez-vous」の背景ムービーにて共演している姿を見ることができる。
彼女とは一緒にダンスの練習をして、気を抜くと全く同じダンスをしてしまうこともあるという。
レイジ (RAGE)
『3rdMIX』にて登場。フルネームは伊藤 玲二（いとう れいじ）。日本人男性。20歳（『3rdMIX』での初登場時は19歳）。
怒りっぽい性格の関係で「RAGE」と呼ばれているとのこと。
実家は酒屋だが家の仕事は全く手伝わず、アルバイトで生計を立てる、いわゆるフリーター。しかし運動神経が抜群の上、肉体労働もいとわないため、金銭面で余裕はある（ただし貯蓄はしない）。
主にたこ焼きのバイトに勤しんでいるようで（それが屋台なのか出店なのかは不明）、『SuperNOVA』で渡米した際に「日本の伝統料理」と称してたこ焼きを広め、さらに『SuperNOVA2』では「たこ焼きビジネス」を考えていたりもする。
イザムとは仲が悪いらしいが、バンダナを巻いた彼に睨まれても彼がイザムだとは気づかなかった。
エミ (EMI)
『3rdMIX』にて登場。フルネームは東芝 恵美（とうしば えみ）。日本人の女の子。18歳（『3rdMIX』での初登場時は17歳）。初登場は『3rdMIX』。
名前の由来はDDRに楽曲提供をしていたアルバム『Dancemania』の発売元である『東芝EMI（現EMIミュージック・ジャパン）』から。『SuperNOVA2』では名字が省略された。
初登場の『3rdMIX』時点では高校生だったが、『EXTREME』に収録されている「GRADUATION 〜それぞれの明日〜」の背景ムービーが卒業式の様子と思われるシーンとなっており、『SuperNOVA』以降は理系の専門学校生となっている。
『5thMIX』に登場するマホは、彼女の高校時代の恩師である。

実家が電器屋を営んでいる。白い帽子と青いショートヘアが特徴。
ユニとは『4thMIX』の少し前からの友人であるようで、童顔であるのか、彼女より年上にもかかわらず年下扱いされていることを気にしている。
『5thMIX』の公式サイトにおける紹介ではお年玉を貯金しすぎる辺りに真面目そうな部分や、『4thMIX』の公式サイトの登校中と見られる絵においては焦って走っていたり、他の絵では居眠りをしていたりといわゆる天然系と見られるような部分もうかがえる。
LESSONモードが実装されたCS版の『3rdMIX』と、後の『4thMIX』においてはそのモードの先生を担当している。
部屋に『beatmania IIDX』のキャラクター「トラン」の人形を置いているためこのゲームのユーザーである可能性がある。
『SuperNOVA』内の一曲、「Morning Glory」の曲バナーには彼女の姿が描かれている。
『pop'n music 16 PARTY♪』には『SuperNOVA2』の時の隠し衣装でDDR版のCG姿のままゲスト出演した。
コンセント3号 (KONSENTO：03)
『3rdMIX』にて登場。ボディが新しいものに切り替わったコンセントロボ。外部パワーソースとして巨大電池を背中に背負っている。
前回まではおしゃれずきんとコンビを組んでいたが、人じゃないもの同士気が合ったらしく、デビルずきんと組んでいる。
デビルずきん (DEVIL-ZUKIN)
『3rdMIX』にて登場。
実は翼も頭も自前のものであり、コスチュームではないらしい。『4thMIX』においては顔がだいぶ人間に近づいている。
『3rdMIX』公式ではその正体は何故か二通りあり、キャラクター紹介ではおしゃれずきんの心の闇から生まれたものとするものと、もう一つはインタビューのページで答えられたもので、おしゃれずきんとデビルずきんの二人は双子として生まれたが、「双子は不吉」とする、『5th』でのプリンセスずきんの言うずきんの王国のしきたりにより一人が引き離され、地下牢で幽閉生活を送っていて、その時の大怨により今の姿へと身を変えてしまったというものである。
現在では脱出し、これまでの人生を取り戻すべくダンスに熱中しているらしい。しかしおしゃれずきんとは仲がいいらしく、『4thMIX』の公式絵では二人並んでポーズを決めている。
コンセント3号とは、人ではないもの同士気が合うらしい。
『4thMIX』のオープニングムービーでほんの一瞬だけ画面を横切る。また、『pop'n music』のおしゃれずきんのオジャマアクション中に、コンセントロボと一緒に登場する。
アストロ (ASTRO)
『3rdMIX』にて登場。本名コール・マッケンジー。24歳。ロスアンゼルス出身。
一昔前の『宇宙刑事』を髣髴とさせる衣装を身にまとう。
コスプレ歴20年以上のコスプレイヤー。普段は真面目な警察官であるらしい。最近は不眠症に悩まされている。
チャーミー (CHARMY)
『3rdMIX』にて登場。フルネームはチャーミー・アンダーソン。21歳。ロスアンゼルス出身。
アストロとネットで知り合い意気投合して、ユニットを組んだ。
アストロと彼女のコスプレ衣装は彼女が用意している。
ピザ屋のデリバリーサービス員として働いており、アストロのいる警察署は「超お得意先」らしい。
『MAX』での一曲、『I'M IN THE MOOD FOR DANCING』の背景ムービーを担当している。
ジョニー (JOHNNY)
『4thMIX』にて登場。本名John Hurley。17歳、サンフランシスコ出身。
ジェニーの双子の弟で、お調子者で人懐っこい性格。成績優秀の高校生で、飛び級で卒業、州立大学に進学を決定したらしい。
他校に通うロレインと交際しているが、ロレインの祖母には反対されている。
ロレインとのデートの様子は『MAX2』の「CANDY♡」などの背景ムービーに使用されている。
ジェニー (JENNY)
『4thMIX』にて登場。本名Jennifer Hurley。17歳(SuperNOVA以降は18歳)、サンフランシスコ出身。
ジョニーの双子の姉で、新人モデルとして大ブレイクし、アパレルブランドの専属モデルに採用され、映画デビューも決定し、『X』ではアクション映画に出演している。
ロボ2000 (ROBO 2000)
『4thMIX』にて登場。
メイドずきんのオプションとして開発され、ユニの家で試験運用されているロボで、背中に家事道具を詰めたコンテナを背負っていて、腰には掃除機を取り付けることができる。内蔵電池タイプでありながら、ディーゼル式と同じ活動時間を達成したらしい。
メイドずきん (MAID-ZUKIN)
『4thMIX』にて登場。スイス山中の出身。
『4thMIX』のデビルずきんと同じく人間に近い容姿をしている。ずきんは猫を模したものである。
ずきん類でもっとも従順で素直な種族らしく、光に釣られて捕獲され、ロボ2000と対となって、ユニの家で試験運用中らしい。
コンセント3号改 (KONSENTO：03/2)
『4thMIX』にて登場。
ディーゼル式の発電のできるハイブリッドタイプとなり、活動時間が大幅に増えた。
デビルずきんと長い時間すごしたことで魔力が体に蓄えられているらしい。
イザム (IZAM)
『4thMIX』にて登場。18歳。
アメリカ帰りの帰国子女で、レイジに憧れダンスを始めたが些細なことで喧嘩し、それ以来仲が悪かったらしいが、『MAX』での曲背景ムービーでの彼らの様子からするに、仲直りができたようにも見える。
ニーナ (NI-NA)
『4thMIX』にて登場。本名は新田 奈々。17歳。
商店街の一角にある花屋の娘。両親の影響でラブ＆ピースがモットーだという。
花と会話する方法を研究しているらしい。
アキラ (AKIRA)
『4thMIX』にて登場。金剛寺 亮という偽名を使っている。20歳前後
ユニの家のSPで最年少ながら最強を誇るユニの護衛。屋敷を抜け出そうとするユニに手を焼いているらしい。
『MAX2』の一曲、「Sweet Sweet ♡ Magic」ではタイトルの端っこに居て、曲の途中、ユニのパートの終了間際に駆けつける姿を見ることができる。
CS版『X』のストリートマスターモードでも、ユニのシナリオの最後の一枚絵に登場している。
ユニ (YUNI)
『4thMIX』にて登場。フルネームはユニ・バース (Yuni Verse)。アメリカ出身の16歳（『4thMIX』での初登場時は14歳）の女の子。
映画事業での成功から急成長を遂げた大会社のいわゆるお嬢様で、大きく巻いたツインテールが特徴。
アキラは彼女のSPであり、メイドずきんやロボ2000は彼女の家で働いている。
家にいるのが嫌いであるため、よく外に出かけているらしい。
恵美の家と同じ商店街に彼女の会社のレンタルビデオ屋があるため、恵美と知り合ったらしい。それからも恵美とは友達でいるらしく、『DDRMAX』では「The Centre Of The Heart (STONEBRIDGE CLUBMIX)」や『DDRMAX2』の「Sweet Sweet ♡ Magic」のムービーでは一緒に踊っている。
『DDR UNIVERSE4』では主役キャラクターであり、開発時点ではパッケージを飾っていたが変更された。E3出典版では従来と同様下からもカメラが回るようになっていたが、これも変更されている。
ディズニー映画『シュガー・ラッシュ』にもゲスト出演している。
ロボ2001 (ROBO 2001)
『5thMIX』にて登場。NASAで製作された。
宇宙での作業用に開発されたコンセントロボシリーズで、試験運用中に姿を消し、月面に刺さっているところを発見された際踊るプログラムが追加されていた。その後スミソニアン博物館で保管されていたが抜け出し、ダンスに興じているらしい。
プリンセスずきん (PRINCESS-ZUKIN)
『5thMIX』にて登場。ずきんの国で生まれたと本人は語っている。
ずきん類の中でも想像力が豊かで夢見がちな性格らしい。お姫様に憧れているらしく、エレガントにキュートにあるための努力は怠っていないらしい。大阪アメ横付近に住み着いているとの目撃情報がある。
『pop'n music』のおしゃれずきんの勝利時に彼女に代わって出てくることがある。
スパイク (SPIKE)
『5thMIX』にて登場。本名Scott G.parke。25歳。出身地はイギリスのグラスゴー。
英国地主の家庭に育った。現在はロンドン在住でクラブスタッフとして働いている。
「ピンク色でとげのあるモヒカン」というヘアスタイルの関係か、道端で子供に怪獣と呼ばれたことを気にしているらしい。
マホ (MAHO)
『5thMIX』にて登場。フルネームは馬場原 麻帆（ばばはら まほ）。26歳。ミラノ出身でイタリア人と日本人のハーフ。バビロンの母親。
日本で教師をしており、恵美の高校時代の担任であり、現在はトレジャーハンターである夫の帰りを待っている。
バビロン (BABY-LON)
『5thMIX』にて登場。本名は馬場原 論平（ばばはら ろんぺい）。ダンスが上手な赤ん坊。冒険家である父が見つけてきた魔法の耳当てをつけているが、外すと普通の幼児に戻るとのこと。『X』では宇宙飛行士になっている。
0歳（『SuperNOVA』では1歳）
『5thMIX』公式サイトのプロフィールによると、一人称は「ぼく」である。
母親は恵美の高校時代の担任であるマホ。そのマホがイタリア人とのハーフなので彼はクォーター。
2014年以降はBEMANI多機種連動イベントにおいて『DDR』代表のイメージキャラクターとして登場することが多い。
アリス (ALICE)
『5thMIX』にて登場。フルネームはアリス・イップ (Alice Ip)。香港出身の女の子。17歳（『5thMIX』での初登場時は15歳）。イップは漢字では「葉」と表記する。
元々は香港の3人組ダンスアイドルユニットのリーダーだったが、日本ドラマの主題歌に起用された関係で香港よりも日本で活躍することが多くなった。そのため、ホームシックにかかっている。しかし『SuperNOVA2』ではホームシックも若干克服した様子。
また、恵美ほどではないがDDRキャラクターの中では衣装が多い方であり、「桜」の専用ムービーで和服を着ていたり、『DDRMAX』の汎用ムービーでは中華風、『SuperNOVA2』でのデフォルト衣装がインディアン風であったり、若干民族的な意匠が多い。
『X』では『ファッションセンスが人と変わっている』との記述が増えた。
CS版の『5thMIX』においては彼女がLESSONモードの先生を担当している。
ナオキ (NAOKI)
『5thMIX』において隠しキャラクターとして登場。DDRの生みの親であるNAOKIをモデルとしたキャラクター。
「フルフル♪パーティー」にも登場を果たしたが新たにデザインされ直してある。
NMR
『5thMIX』において隠しキャラクターとして登場。前述のNAOKIのもうひとつの別名義であるN.M.R.をモデルとしたキャラクター。
そのためか、顔はほとんどNAOKIと同じである。女性ではなく男性。
ロボずきん (ROBO-ZUKIN)
『SuperNOVA』にて登場。本名は「ロボ=コンセントdeずきん」。
ずきん類がコンセントロボと合体したような姿をしている。
ガス (GUS)
『SuperNOVA』にて登場。21歳、ドイツ出身。
本名はAugest Mills。
大学で経済学を学んだため、株で儲けている。
ルビー (RUBY)
『SuperNOVA』にて登場。15歳で、ドミニカ出身。
フルネームはRuby Camilo。
カリブの海に育ち、小さい頃から漁師の父と一緒に船で海に出ていた。
フリオ (JULIO)
『SuperNOVA 2』にて登場。12歳。アメリカ出身。
いつも元気な少年で、忍者にあこがれている。
ネットサーフィンも欠かさないらしい。
コンセントBe-fU (CONCENT Be-fU)
『SuperNOVA 2』にて登場。型番は「D2R-2007」。恵美のいる専門学校で生まれて2週間。
恵美達がロボコンに向けて作り出したロボシリーズで、腹に扇風機を搭載している。気合は十分だが充電不足であるため風速はいまいちらしい。
駄洒落も言える。
ダークずきん (DARK-ZUKIN)
『SuperNOVA 2』にて登場。宇宙の彼方の方の出身らしい。
チーム対抗イベント｢ZUKIN WARS｣で敵として登場したが、4回目の｢ZUKIN WARS｣終了後ロボずきんの第二衣装として登場する。
影のボスの命令でステキなサムシングを地球から奪い去ろうと努力しているがいつも失敗しているらしい。
ロボずきんと酷似した外見をしているが関係があるのかは不明。
コンセントKyo-fU (CONCENT Kyo-fU)
『SuperNOVA 2』にて登場。型番は「D2R-2007KY」。恵美のいる専門学校で生まれて3週間。
コンセントBe-fUの改良型。コンセントBe-fUの第二衣装でもある。
最大瞬間風速13.9m/sを記録した。
赤いのでBe-fUの三倍早く回る。
ゼロ (ZERO)
『X』にて登場。無口であまり人にかかわろうとしない性格である。医師。
ボニー (BONNIE)
『X』にて登場。レーサー。AFROに勝るとも劣らないアフロヘアの持ち主。
ストリートマスターモードでは、AFROにもその髪形を認められている。
蚊が大の苦手。
ルイ=コンセントIII世 (Louis-CONCENT III)
『X』にて登場。
その名前の通り、金の端子にゴージャスな服装になっている。
クイーンずきん (QUEEN-ZUKIN)
『X』にて登場。
ビクトリーコンセント(VICTORY-CONCENT)
『X2』にて登場。
ウン億光年先のロボボ星からやって来た。
げいしゃずきん(GEISHA-ZUKIN)
『X2』にて登場。
リノン(RINON)
『X2』にて登場。生まれて1年2カ月の女性型アンドロイド。
『X2』のスペシャルサイトに「RINONのなぜなにコーナー」があったり、
今作品のボス曲専用フォルダ「Replicant D-action」の中の曲を選ぶことによって曲によって様々な色のリノンが一緒に踊っていたり、
条件を満たすとリノンのメダルが手に入る等のことから、『X2』の顔キャラとも言える存在。
「黒いアイツ」を止めるのが課せられた任務。
ショックアローをジェット噴射で避けたことをマスターに怒られたらしい。
称号は大空の足神（なぜなにコーナーより）。
レナ(Rena)
『HOTTEST PARTY』にて登場。16歳。
最近嬉しかった事はついにU.G.の素顔を見ることが出来たことらしい。
しばしばi-revoのDDRスタッフブログにてWii版DDRに関連した情報の発信をしており、これを受けてフルフル♪パーティーのプロフィールでは最近嬉しかった事が「Blogでいろいろな人とお話が出来たこと」に変更されている。
AC『X2』の限定イベント「メクルめくダンス★パーティ」で条件を満たすことで隠しキャラクターとして選択可能になり、現在は通常選択が可能になった。
つまり、AC版デビューは『X2』という事になる。
CS限定キャラクターの中で、ACにデビューを果たした珍しいキャラクター。
ピックス (PiX)
「とても小さい2次元」出身の3pixelsの小人。ネット上でこのキャラを表すために「!⌒( 'ω')⌒!」という顔文字がよく使われる。
CS『SuperNOVA』ではステラマスターモードのナビゲーターを勤めた。ステラジョイントごとに衣装が違っており、すべて別キャラクター扱いになっている。
AC 『X2』で同社のSFCソフト『がんばれゴエモン きらきら道中〜僕がダンサーになった理由〜』のミニゲーム「惑星インパクトを救え！」(通称：惑星投げ)を元にした
11/17～12/29までの限定イベント「がんばれPix キラキラ道中」で12/24以降、参加賞としてダンサーに追加されるようになった。
レナと同じく『X2』からACデビューを飾った。
黒いリノン
『X2』にて登場。リノンが追っている「黒いアイツ」の正体。
もう一つのENCORE EXTRA STAGE専用曲「Valkyrie Dimension」でムービーとともに登場する。
以下はCS（家庭用）のみに登場するキャラクター。
!マークマン
CS『1st』にて登場。
ディスクA・Bのように全身がリングで構成されており、「!」の記号が顔になっているキャラクター。
?マークマン
CS『1st』にて登場。
ディスクA・Bのように全身がリングで構成されており、「?」の記号が顔になっているキャラクター。
タマコ (TAMAKO)
CS『1st』にて登場。セクシーな猫。
スペースマン (SPACE MAN)
CS『1st』にて登場。宇宙人。
まめお (MAMEO)
CS『2ndMIX』にて登場。1体のように見えて実は2体。
上に乗っている小さい本体に体(?)のようなものが操られているらしい。
カウ子 (COWKO)
CS『2ndMIX』にて登場。牛。
U1
CS『5thMIX』にて隠しキャラクターとして登場。DDRコンポーザの浅見祐一をモデルとしたキャラクター。
彼が着用している薔薇柄のシャツはU1本人も所持しているとのこと。
「フルフル♪パーティー」にも登場しており、こちらはNAOKIと違ってほぼ従来通りの外見である。
ちなみに「フルフル♪パーティー」のプロフィールにある『最近のブーム：苺プリンと抹茶プリンと紫芋プリン』とは浅見祐一が製作した楽曲『Pluto Relinquish』の俗称から設定されたものと思われる。
2MB
CS『5thMIX』にて隠しキャラクターとして登場。U1の「裏の姿」とも言える2MBをモデルとしたキャラクター。
その楽曲のイメージ故か、前述のU1が全身真っ黒に染まったような姿をしている。
「フルフル♪パーティー」ではU1の別衣装（色違い）として登場している。
トレイン (TRAIN)、バス (BUS)
『Party Collection』にて登場。
元々は『MAX2』で「Long Long train runnnin'」などの背景ムービーで登場したキャラクター。
AC版『EXTREME』ではゲームモード説明で登場し、『Party Collection』でダンサーとして選択できるようになった。
バスはダンススタジオの生徒、トレインはインストラクターらしい。
ブルース (BLUES)
『FESTIVAL』にて登場。
実家がピザ屋の19歳。妹に弱いらしい。
名前の由来はリズムと合わせてリズム・アンド・ブルース(R&B)から。
リズム (RHYTHM)
『FESTIVAL』にて登場。17歳。ヘルシー嗜好らしいチアガール。FESTIVALではチアガール姿で登場する。
寿司バーで食べたたまごの味が忘れられないという。
ちなみに彼女は『FESTIVAL』と『STRIKE』で髪型が異なっていて、ストレートヘアだったのが『STRIKE』ではポニーテールになっている。
『STRIKE』での一曲、『EVERYDAY AT THE BUSSTOP』の背景ムービーを担当していて、彼女を模したトロフィーも存在する。
ちなみに『FESTIVAL』のLESSONモードは彼女が先生を担当する。
ドラム (DRUM)
『FESTIVAL』にて登場。22歳。ベースの担当番組の駆け出し司会者。
名前の由来はベースと合わせてドラムンベースから。
ベース (BASS)
『FESTIVAL』にて登場。38歳。通販専門チャンネルのプロデューサー。
ジェイク=カイマン (J.C)
『STRIKE』にて登場。30歳。年中売り出し中のコメディアンらしい。
サーヤ (SA-JA)
『STRIKE』にて登場。21歳。砂漠の国の大富豪の20人いる娘の七女で、7番目に行動派らしい。
ドールリズム(Doll RHYTHM)
『STRIKE』の隠しキャラクターで、条件を満たすと使用可能になる。
黄金に輝く、動き出したリズムのトロフィー。リズム本人とは違い髪型はツインテールである。
ドミ(Domi)
『HOTTEST PARTY』にて登場。24歳。いつまでも美しくが人生のテーマ。
最近嬉しかった事はレナが日本の五大美人酒をプレゼントしてくれた事。
2日に1回は美容院で髪型を整えるというこだわりを持っている。
U.G.
『HOTTEST PARTY』にて登場。43歳。
ルート (Root)
『HOTTEST PARTY』にて登場。22歳。
コーディア (Chordia)
『HOTTEST PARTY』にて登場。22歳。
ハーモニー (Harmony)
『HOTTEST PARTY』にて登場。20歳。
ガク (Gaku)
『HOTTEST PARTY』にて登場。18歳。
ダンサ (Danca)
『HOTTEST PARTY』にて登場。18歳。
ピア (Pia)
『HOTTEST PARTY』にてバックダンサーとして登場。27歳。
フォルテ (Forte)
『HOTTEST PARTY』にてバックダンサーとして登場。26歳。
グリス(Gliss)
『HOTTEST PARTY』にてバックダンサーとして登場。24歳。
シャープ (Sharp)
『HOTTEST PARTY』にてバックダンサーとして登場。21歳。
ジュン (jun)
『フルフル♪パーティー』にて登場。
BEMANIコンポーザーのjunをモチーフにしたキャラクター。
キャラクターデザイン、ゲーム中でのキャラクター名のコールもjun本人が担当している。

## 作品に参加した主なアーティスト

### Dancemania
- EMIミュージック・ジャパン発売のダンスコンピレーションアルバム、Dancemaniaも参照の事。
  - Dancemania#主なアーティスト
  - Dancemania#DancemaniaSPEEDシリーズの主なアーティスト
  - Dancemania#ダンスマニア・クルー

### コナミアーティスト
- U1-ASAMI（浅見祐一 - PS2用ソフトにて、NAOKI楽曲のリミックス曲や新曲を多数制作。 DDR Aのサウンドディレクション担当。）
- dj TAKA（石川貴之 - DDR2nd以降主にbeatmania IIDXの楽曲移植で携わる。SuperNOVA2以降は新曲提供を始める。）
- Sota Fujimori（藤森崇多 - 家庭用5thMIX以来楽曲提供を行っている。）

### 外部アーティスト
- nc（加藤浩義(noisycroak) - 家庭用STRIKE以降楽曲提供を行っている。）
- Darwin
- kors k（斎藤広祐 - DDR Universe3より楽曲提供。）
- Ryu☆（中原龍太郎 - DDR Universe3より楽曲提供。）

#### かつてのコナミアーティスト
- NAOKI（前田尚紀 - 初代からのミュージックプロデューサー兼アーティスト。多数のアーティスト、コンポーザー名義を持つ。2013で楽曲を提供した後コナミを退社。）
- jun（辛島純子 - NAOKIとともにTЁЯRAを結成している女性シンガソングライター。）
- BeForU
- Shoichiro Hitara（平田祥一郎 - 家庭用4thMIXから家庭用SuperNOVAまで楽曲提供。現在はSUPA LOVE所属。）
- TAG（田口康裕 - DDR X2～DDR 2014の間サウンドディレクション担当。）

### その他洋楽・J-POP・アニメソング
- イェダン音響（2000年にイェダン・エンタテインメントに改称）発売のダンスコンピレーションアルバム、PLATINUM DANCEより
  - イ・ジョンヒョン
  - The S#arp
- JENNIFER
- シーナ・イーストン
- ジャネット・ジャクソン
- AKB48
- ゴールデンボンバー
- 木村由姫
- TRF
- capsule
- AAA
- GIRL NEXT DOOR
- BREAKERZ
- fripSide
- 栗林みな実
- 水樹奈々
- 平野綾
- 杏野はるな
- 小倉優子
- 高杉さと美

他多数

## 反響
楽曲や筐体の派手さで当時は異彩を放っていたDDRは多数のロケーションに設置されることになり、多くのメディアで紹介され一大ムーブメントを巻き起こした。SMiLE.dkの「バタフライ」等、DDRに収録されたことで認知度が上がった曲も多い。クリアやハイスコアを目指すプレイのほか、単純なルールと体全体を使うことからプレイの自由度が高く、他のゲームでは見られないパフォーマンスプレイというプレイスタイルも定着した。タイトル通りプレイ中にダンスを行ったり、画面に背を向けてプレイしたり、2人プレイで突然左右のプレイヤーが入れ替わったりといった様々な形でプレイされた。今日でもDDRはスコアスキルを重視する大会の他、パフォーマンススキルを重視した大会が行われている。例えばコナミ主催で1999年9月26日にZepp東京で開催された、Dance Dance Revolution King Of FreestyleDancersは全国で行われた予選を勝ち抜いたパフォーマーたちが集まりその腕を競い合うという大会で、ある者はトロンボーンを吹きながら、またある者は踊りながら全身で文字を描くなど、様々なパフォーマンスが行われた。
Dance Dance Revolution 5thMIXではオーディションを行い、BEMANIシリーズから初の女性ボーカルユニットBeForUが誕生した。
日本国外ではマラソンやジョギングの様なフィットネスのような効果もあるということで注目された。2006年1月にはウェストバージニア州が公立学校全てにDDRを導入するためのパートナーシップを、アメリカに存在するコナミの子会社「コナミデジタルエンタテインメント」との間で締結し、DDRをプレイすることが体重増加を食い止めることに役立つという実験結果も立証された。

## その他

### 家庭用コントローラー

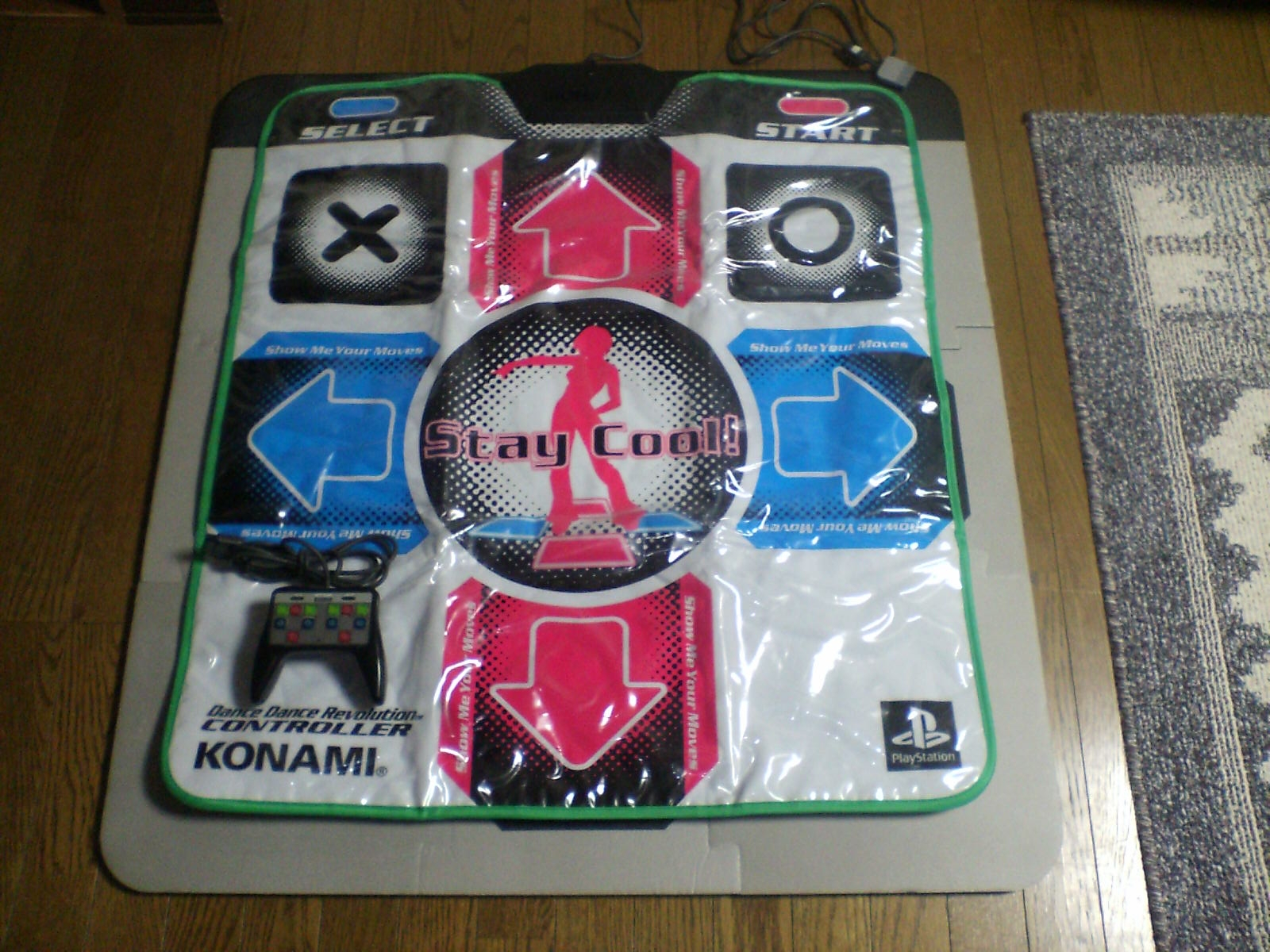
PS版のコントローラ。左下にあるのはハンドコントローラ

家庭用のコントローラーとして、ステージの代わりに、マット状の専用コントローラーが発売された（PS用、N64用、DC用、GC用、Wii用、Xbox用、Xbox 360用。ただし、GC用は任天堂からの発売、Xbox、Xbox 360用は海外のみ）。しかし、集合住宅では、足音が響いて下の階や隣の住人に迷惑を与えるという問題も生じたため、コントローラの下に敷く衝撃吸収用のマナークッションや、クッションを内蔵したDX（デラックス）コントローラー（PS用）も発売された。
北米・欧州では、Xbox・Xbox 360用、およびPS用に斜め下を含む8方向に対応したコントローラーが登場している。しかし2011年現在、8方向すべてに対応したソフトは少なく、北米で1本のみである。
コナミの通信販売サイトコナミスタイルのカスタムファクトリーにおけるプロジェクトの第1弾として、アーケード版を再現したアーケードスタイルコントローラーが企画され、生産実現のノルマの100台の予約が集まったため実際に販売された。ただし、価格がかなり高いうえ（198,000円<税抜>）再発売がない為、現在は入手困難。
この他、DDR  soloシリーズのレイアウト（L/Rボタンを斜めに割り当てている以外は基本的に先述のマット系コントローラと同様）を2面分持ったハンドコントローラ（PS用）も発売されている。
2022年8月11日にはコナステ版の「DanceDanceRevolution GRAND PRIX」向けとしてコナミスタイルで専用コントローラーが販売された。

### Dancemaniaタイアップ
Dancemaniaが独占でタイアップを行っていた頃は、ゲームプレイを行っていない時に流れるデモ画面に、DancemaniaシリーズのロゴやCD ジャケットが表示されていた。これはDDR EXTREMEまで続いていたが、DDR SuperNOVA以降はDancemaniaの独占でのタイアップは外れており複数の会社のレーベルからの収録やカバーが行われている。

### フィットネス
コナミはフィットネスクラブ・コナミスポーツクラブを展開するコナミスポーツクラブ（旧・株式会社ピープル）と提携し、家庭用DDR 3rdMIXから消費カロリーなどを評価、記録するWORKOUTモードを搭載した。現在アーケード版のDDRにもWORKOUTモードが標準搭載されており、プレイ後にどのくらいのカロリーを消費したか確認することができる様になっている。
- 2007年6月12日に、ヘルス&フィットネスジャパン2007（東京ビッグサイト）にて、DDRを応用したフィットネスプログラム「GROOVE MOTION DDR（グルーヴモーション ディーディーアール）」を発表し[13]、コナミスポーツ&ライフの子会社店舗である「セルフフィットネスクラブ時計台」に導入した[14]。

### Dance Dance Convolution
譜面の自動生成のために研究「Dance Dance Convolution」が行われ、後のリズムゲームにも応用されている。